# 디욘타 데이비스
디욘타 데이비스(Deyonta Davis, 1996년 12월 2일 ~ )는 P. 리그+의 신주 라이오니어스의 미국 프로 농구 선수이다. 2015년 미시간주 미스터 바스켓볼(Mr. Basketball of Michigan)에서 우승했고 같은 해 맥도날드 올아메리칸 보이스 게임(McDonald's All-American Boys Game)에 출연했다. 미시간주 스파르탄스에서 대학 농구 한 시즌을 뛰었고 2016년 NBA 드래프트에서 전체 31순위로 보스턴 셀틱스에 드래프트된 후 드래프트 밤(night)에 멤피스 그리즐리스로 트레이드되었다.

## 프로 경력
- 멤피스 그리즐리스 (2016-2018)
- 산타크루즈 워리어스(2018~2019)
- 애틀랜타 호크스 (2019)
- 산타크루즈로 복귀(2019~2020)
- 타오위안 레퍼즈(2021~2023)
- 고양 소노 스카이거너스 (2023)
- 신주 라이오니어스(2023~현재)